# ACCREDIA
Der Accredia  ist eine italienische Organisation. Er steht unter Aufsicht des Ministeriums für wirtschaftliche Entwicklung.
Die Hauptaufgabe des Accredia besteht in der Akkreditierung von Einrichtungen, die im Bereich Laborprüfungen, -inspektionen, Kalibrierung und Zertifizierung tätig sind. Er orientiert sich dabei an ISO- und EN-Normen.
Die Arbeitsweise des Accredia wird durch Peer-Review überprüft. Grundlage hierfür sind die multilateralen Anerkennungsabkommen (EA-MLA, IAF-MLA und ILAC-MRA). Der Accredia ist Mitglied in der Europäischen Kooperation für Akkreditierung (EA) und Vollmitglied derer International Laboratory Accreditation Cooperation.
Der Accredia ist die italienische Akkreditierungsstelle gemäß Verordnung (EG) Nr. 765/2008.